# Tangara mexicana
La tangara turquesa (Tangara mexicana) es una especie de ave paseriforme de la familia Thraupidae, perteneciente al  numeroso género Tangara. Es nativa de América del Sur, en la cuenca amazónica, en el escudo guayanés, y en Trinidad y Tobago. 

## Distribución y hábitat
Se distribuye desde el este de Colombia, hacia el este por el sur y este y noreste de Venezuela, Trinidad, Guayana, Surinam, Guayana francesa y norte de Brasil, hacia el sur por el sur de Colombia, este de Ecuador, este de Perú, la totalidad de la Amazonia brasileña, hasta el centro de Bolivia.
Esta especie es considerada bastante común en sus hábitats naturales: el dosel y los bordes del bosque húmedo, islas fluviales, árboles dispersos de claros y árboles de Cecropia; preferentemente a menos de 500 m de altitud, pero frecuentemente hasta los 1000 m e incluso en algunos lugares hasta los 2000 m s. n. m.

## Descripción
Alcanza 14 cm de longitud y pesa entre 20 y 26 g. Frente, mejillas y pecho de color azul turquesa oscuro; lores negros; nuca, dorso, alas y cola azul turquesa. Flancos azul turquesa oscuro, con manchas negras. Vientre de color amarillo pálido.

## Alimentación
Se alimenta de diversos frutos, especialmente de Miconia y Cecropia, que busca en grupos de tres a diez individuos, generalmente de la misma especie. Además consume insectos.

## Reproducción
Construye un nido en forma de taza voluminosa en algún árbol arbusto. La hembra pone tres huevos verdes grisáceos con manchas marrón.

## Sistemática

### Descripción original
La especie T. mexicana fue descrita por primera vez por el naturalista sueco Carlos Linneo en 1766 bajo el nombre científico Tanagra mexicana; su localidad tipo es: «México, error, se asume Cayena, Guayana Francesa».

### Etimología
El nombre genérico femenino Tangara deriva de la palabra en el idioma tupí «tangará», que significa «bailarín» y era utilizado originalmente para designar una variedad de aves de colorido brillante; y el nombre de la especie «mexicana» se refiere a la localidad tipo errada, México.

### Taxonomía
Los amplios estudios filogenéticos recientes demuestran que la presente especie es hermana de Tangara inornata.
Las clasificaciones Aves del Mundo (HBW) y Birdlife International (BLI) así como el Comité Brasileño de Registros Ornitológicos (CBRO) consideran a la subespecie T. mexicana brasiliensis, aislada en el este de Brasil, como una especie separada, la tangara ventriblanca Tangara brasiliensis, con base en significativas diferencias de plumaje. Se distingue porque la coloración azul es más clara, más plateada que turquesa; el vientre es blancuzco y el tamaño algo mayor. La separación fue seguida recientemente por otras clasificaciones, como el Congreso Ornitológico Internacional (IOC) y Clements checklist/eBird.

### Subespecies
Según las clasificaciones del Congreso Ornitológico Internacional (IOC) y Clements Checklist/eBird se reconocen cuatro subespecies, con su correspondiente distribución geográfica:
- Tangara mexicana vieilloti (P.L. Sclater), 1857 – Trinidad.
- Tangara mexicana media (Berlepsch & Hartert), 1902 – oriente de Colombia, Venezuela y noroeste de Brasil.
- Tangara mexicana mexicana (Linnaeus), 1766 – en las Guayanas.
- Tangara mexicana boliviana (Bonaparte), 1851 – desde el suroriente de Colombia hasta el norte de Bolivia y Brasil (al este hasta los ríos Negro y Madeira).

La forma descrita T. boliviana lateralis Todd, 19922 se considera inválida.